# Kosijer Selo
Kosijer Selo je naselje u Republici Hrvatskoj, u sastavu grada Slunja, Karlovačka županija. 

## Stanovništvo
Prema popisu stanovništva iz 2001. godine, naselje je imalo 3 stanovnika te 2 obiteljskih kućanstava.

Prema popisu stanovništva 2011. godine naselje je imalo 5 stanovnika.
| broj stanovnika | 114   |       |       |       |       |       |       |       | 158   | 169   | 145   | 117   |       |       | 3     | 5     | 4     |
|                 | 1857. | 1869. | 1880. | 1890. | 1900. | 1910. | 1921. | 1931. | 1948. | 1953. | 1961. | 1971. | 1981. | 1991. | 2001. | 2011. | 2021. |